# Одом, Уильям
Уильям Элдридж Одом (англ. William Eldridge Odom, 23 июня 1932 — 30 мая 2008) — американский военный деятель, генерал-лейтенант, директор Агентства национальной безопасности США (1985—1988).

## Биография
В 1954 году окончил Военную академию США в звании второго лейтенанта. В 1954—1960 годах служил в США и Германии, в 1960 году окончил военный институт переводчиков в Монтерее (Калифорния). В 1962 году получил степень магистра в Колумбийском университете.
С 1964 по 1966 год служил в составе военной миссии связи с Советским Союзом в Потсдаме, в 1966—1969 годах преподавал в Вест-Пойнте. Участник войны во Вьетнаме.
С 1972 по 1974 год — помощник военного атташе при посольстве США в Москве. Помог тайно вывезти за рубеж архив и награды Александра Солженицына после его изгнания из СССР. В 1970-х — середине 1980-х годов преподавал в ряде университетов США, был советником З. Бжезинского по военным вопросам. В 1981—1985 годах помощник начальника штаба армии Соединённых Штатов по разведке. С 1985 по 1988 год — директор Агентства национальной безопасности.
После ухода в отставку занимался научной деятельностью, был одним из ведущих аналитиков в сфере международной политики, региональных мировых проблем и советологии. Работал в ряде «мозговых центров»: был директором исследований проблем безопасности Института Хадсона, адъюнкт-профессором политологии в Йельском и Джорджтаунском университетах, где вёл семинары по политике национальной безопасности США и советологии.
Его имя увековечено в Зале славы военной разведки США.
Автор многих книг и статей, в том числе работы «Крушение советской военной мощи» (англ. The Collapse of the Soviet Military), соавтор (совместно с Р. Дуджарричем) книги «Нечаянная империя Америки».